# Villa del Prado
Villa del Prado er en by og kommune i det centrale Spanien i Madrid-regionen. Den har et indbyggertal på 7.437 (2024) indbyggere.